# Hannes Biechteler
Hannes Biechteler (* 12. Mai 1956 in Kempten (Allgäu)) ist ein deutscher Kommentator und Moderator für Motorsport.

## Karriere
Biechteler wurde in der Stadt Kempten geboren. In seiner Kindheit entstand die Liebe zum Motorsport, da in Kempten jährlich ein Einladungs-Speedway-Rennen im heimischen Illerstadion stattfand. Er studierte von 1978 bis 1984 an der  Ludwig-Maximilians-Universität in München Kommunikationswissenschaften, Theaterwissenschaften, Musikwissenschaften, Kunstgeschichte und Politik.
Nach seinem Studium fing er Mitte der 1980er Jahre bei einem privaten Lokalradiosender in Kempten als Moderator an. Später arbeitete er bei einem Nachrichtensender in der Eifel. Seine Freizeit verbrachte er am Nürburgring. 1997 wechselte er vom Rundfunk zum Fernsehen zum DSF. Nach Krisen beim Fernsehsender arbeitete er als Streckensprecher, Chefsprecher der Rallye Deutschland und moderierte Events, die nichts mit dem Motorsport zu tun hatten.  Über die Stationen MotorsTV, Easy TV und Premiere fand er 2010 den Weg zurück zum DSF, heute Sport1. Heute kommentiert er die Speedway-WM, die International GT Open und die European F3 Open auf Sport1+.